# Ceroplastes gregarius
Ceroplastes gregarius är en insektsart som beskrevs av Hempel 1932. Ceroplastes gregarius ingår i släktet Ceroplastes och familjen skålsköldlöss. Inga underarter finns listade i Catalogue of Life.